# Хелмно (лагерь смерти)
Хе́лмно (нем. Kulmhof, Кульмхоф; 1941—1945 гг.) — первый нацистский концентрационный лагерь смерти, предназначенный для уничтожения евреев и цыган, созданный в оккупированной Польше. Располагался недалеко от города Домбе, рейхсгау Вартеланд, в 70 км к западу от города Лодзь. Кульмхоф стал первым местом вне оккупированных территорий СССР, где началось массовое уничтожение евреев.
Лагерь состоял из двух частей, удалённых на четыре километра друг от друга: замка в деревне Хелмно и, так называемого, «лесного лагеря» в соседнем Жуховском лесу.
Официально лагерь назывался «зондеркоммандо Кульмхоф», которую возглавлял в 1941 г. гауптштурмфюрер СС Герберт Ланге, а с марта 1942 г. — гауптштурмфюрер СС Ганс Ботман. Они подчинялась непосредственно Главному имперскому управлению безопасности в Берлине. В помощь «зондеркоммандо» были приданы 20 служащих полиции безопасности и 120 полицейских-охранников.
Массовые убийства в Кульмхофе были начаты 7 декабря 1941 года. Несмотря на секретность, из лагеря было совершено несколько побегов, а потому о его существовании в странах-членах антигитлеровской коалиции стало известно уже в начале февраля 1942 года. Общее число жертв составило около 320 тыс. человек, 98 % из них были этнические евреи. После войны в Жуховском лесу польскими властями был установлен памятник жертвам геноцида.

## Описание

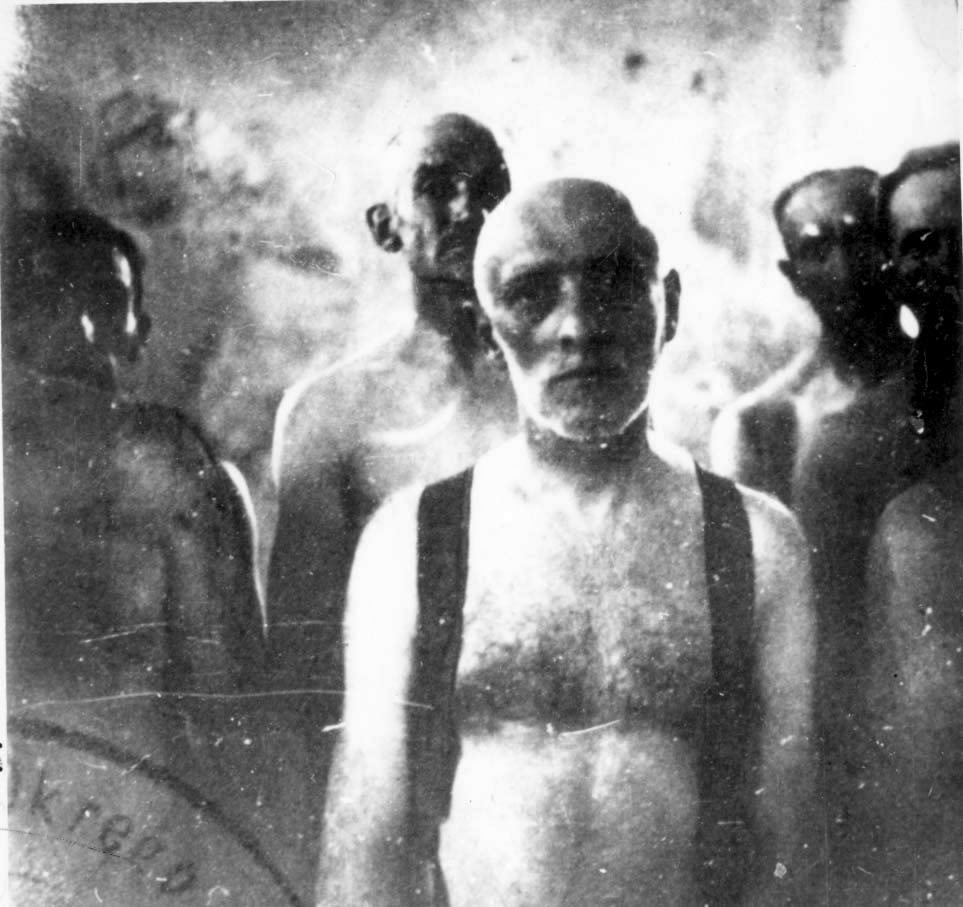
Заключённые концлагеря Кульмхоф перед погрузкой в «газваген»

Первыми жертвами лагеря Кульмхоф стали евреи окрестных местечек: Коло, Домбе, Сомпольно, Клодава, Бабяк, Дембы Шляхецке, Ковале Панске, Избица Куявска, Новины Брдовске, Гродзец. С середины января 1942 г. началось уничтожение евреев из Лодзи. С 16 до 21 января в Хелмно было уничтожено 10 003 евреев, с 22 февраля до 2 апреля — 34 073, с 14 до 15 мая — 11 680, с 5 до 12 сентября — 15 859 евреев. В это число входят также евреи Германии, Австрии, Чехословакии и Люксембурга, ранее депортированные в гетто Лодзи. Также в Кульмхофе были убиты около пяти тысяч цыган, содержавшихся в специальном квартале Лодзинского гетто. До марта 1943 г. в Хелмно были уничтожены ещё пятнадцать тысяч евреев из Лодзинского гетто, которые содержались в рабочих лагерях округа Вартланд, а также несколько сотен поляков, обвиненных в просоветских симпатиях, и 88 чешских детей из посёлка Лидице.
Большинство жертв привозили в товарных железнодорожных вагонах на станцию Поверче и оттуда они на грузовиках доставлялись в замок в деревне Хелмно. Людей привозили на площадь перед замком и объявляли им, что они прибыли в рабочий лагерь и должны сначала пройти «санобработку», а всю одежду сдать «для дезинфекции». После этого их разделяли на группы по 50 или 70 человек и отводили в первый этаж замка, где им приказывали раздеться. Далее узники направлялись в туннель, где висели указатели с надписями «В душевую». В конце туннеля стоял крытый грузовик с распахнутой задней дверью кузова. Это был один из трёх имевшихся в лагере специально созданных грузовиков-«душегубок» производства завода Рено. Грузовик направлялся в «лесной лагерь». Отравленные по пути выхлопными газами либо хоронились в лесу в общих могилах по 30-40 человек, либо сжигались. Привезённым узникам шум душегубок объясняли работой заводских турбин, утверждая что это рабочий лагерь. Сами душегубки были замаскированы под грузовики для перевозки мебели.
В лесу захоронением жертв в открытых общих могилах и сжиганием трупов занималась группа могильщиков численностью 30-40 человек, которых отбирали из числа привезённых евреев. Их содержали в закрытом помещении замка под сильной охраной. Несмотря на это они предпринимали многочисленные попытки побега, известно, как минимум, о трёх успешных. Первым беглецом из лагеря стал Абрахам Рой, сбежавший в ночь на 16 января 1942 года. Через три дня, 19 января 1942 года, вдохновлённые успехом Роя, Мордехай Подхлебник и Шлама Винер также совершили побег. Винер к концу января добрался до Варшавского гетто, где передал еврейской подпольной организации «Онег шаббат» сведения об уничтожении людей в Хелмно. Эта информация была сообщена представителям Армии Крайовой, которая сразу же информировало о происходящем в Хелмно польское правительство в изгнании.
В марте 1943 года нацистское руководство решило ликвидировать лагерь. Замок в Хелмно, а также оба крематория были разрушены, а персонал лагеря был переведён в Югославию и включен в состав дивизии «Принц Ойген», которая боролась с югославскими партизанами.
Уничтожение евреев в лагере Хелмно возобновилось, когда в апреле 1944 г. было принято решение о ликвидации гетто Лодзи. Х. Ботману и остаткам персонала «зондеркоммандо Кульмхоф» было приказано вернуться в Хелмно. Там были построены два барака 20×10 м для уничтожения людей по тому же методу, что и прежде; были также восстановлены крематории. С 23 июня по 14 июля 1944 г. было уничтожено 7176 остававшихся в живых лодзинских евреев. Однако с середины июля 1944 г. нацисты стали транспортировать лодзинских евреев не в Хелмно, а в Освенцим, где производительность газовых камер была в десять раз выше. Личный состав «зондеркоммандо» перевели в Лодзь, где они занимались отправкой евреев в Освенцим.
В начале сентября 1944 г. зондеркоммандо «Кульмхоф» вернулась в Хелмно, где вместе с другими подразделениями занялась сожжением трупов убитых. На этих работах использовали 50 узников-евреев. В январе 1945 г., когда к Хелмно подошли первые части Красной армии, нацисты решили расстрелять этих узников, однако при расстреле евреи оказали активное сопротивление, и троим из них удалось совершить побег.